# Tramway Sibiu – Rășinari
Le tramway Sibiu – Rășinari est le réseau de tramway reliant la ville de Sibiu au village roumain de Rășinari.

## Historique
Les premiers plans d'un tramway à Sibiu datent de 1893. Le tramway de Sibiu a été lancé en 1905. Durant les années suivantes, le réseau de tramway a été étendu :
- Parcul Subarini - Marginea Dumbravii en 1910
- Piața Garii - Piata Lemnelor en 1912
- Marginea Dumbravii - Dumbrava en 1915
- Piața Lemnelor - Piata Cluj en 1927
- Piața Cluj - Turnișor gară en 1929

En 1948, deux autres lignes ont été ouvertes :
- Gare − Las Dumbrawă
- Gare − Gare de Sibiu Turnișor

En 1948, une nouvelle ligne fut construite afin de joindre la ville de Sibiu au village de Rășinari. Dès 1966, les lignes du réseau de Sibiu furent progressivement fermées :
- Turnișor gară − Piața Cibin (1966)
- Piața Cibin − Gara Sibiu (1967)
- Gară − Fabrica de confecții  et Fabrica de confecții − Cimitir (1969-1972)

Seule la ligne vers Rășinari fut maintenue.
Dans les années 1990, le dépôt a pris feu[réf. nécessaire].

## Réseau actuel

### Aperçu général
Le réseau compte une unique ligne :
- Cimitir − Rășinari

### Matériel roulant
À la suite de l'incendie du dépôt en 1995-1996, huit rames en provenance du réseau de Genève furent mises en service :
- 4 Be4/4
- 4 B4

Et une automotrice de la ligne Aigle-Ollon-Monthey-Champéry des Transports Publics du Chablais, de type Be 4/4.